# Harry Hillman
Harry Livingston Hillman Jr. (* 8. September 1881 in Brooklyn, New York; † 9. August 1945 in Hanover, New Hampshire) war ein US-amerikanischer Leichtathlet und Olympiasieger.
Hillman war zur Jahrhundertwende Mitglied in drei Olympiamannschaften und gleichzeitig Trainer am Dartmouth College in Hanover, New Hampshire. In seiner aktiven Zeit gewann er vier Amateur-Athletic-Union-Titel, jeweils zwei über 200 Meter und 400 Meter Hürden. Von 1910 bis zu seinem Tod war er Trainer am Dartmouth College und Trainer der Leichtathletikolympiamannschaft 1924, 1928 und 1932. Einer seiner herausragendsten Athleten war Earl Thomson, Goldmedaillengewinner bei den VII. Olympischen Spielen 1920 in Antwerpen.
Bei den III. Olympischen Spielen 1904 in St. Louis gewann Hillman die Goldmedaille im 400-Meter-Lauf vor den anderen zwei US-Amerikanern Frank Waller und Herman Groman und die Goldmedaille im 200-Meter-Hürdenlauf, ebenfalls vor zwei US-Amerikanern, Frank Castleman und George Poage, sowie die Goldmedaille im 400-Meter-Hürdenlauf vor den US-Amerikanern Frank Waller und George Poage. Bei den IV. Olympischen Spielen 1908 in London gewann er im 400-Meter-Hürdenlauf die Silbermedaille hinter dem US-Amerikaner Charles Bacon und dem Briten Jimmy Tremeer.

## Rezeption
Harry Hillman ist Namensgeber der Schweizer Jazzband The Great Harry Hillman.